# Richard Lert
Richard Johann Lert (ursprünglich Johann Friedrich Löw, eigentlich Levi; * 19. September 1885 in Wien; † 25. April 1980 in Mountain View, Kalifornien) war ein österreichisch-US-amerikanischer Dirigent.

## Leben
Lert besuchte die Universität seiner Geburtsstadt. Er kam von Düsseldorf, wo er seit 1910 tätig war, über das Darmstädter Opernhaus (seit 1912, hier 1916 Heirat mit der Schriftstellerin Vicky Baum)nach Frankfurt am Main (ab 1916) und Kiel.
Nach der Geburt des ersten Sohnes Wolfgang 1917 in Kiel zog die Familie noch im selben Jahr nach Hannover, wo Lert als erster Kapellmeister und Leiter der Oper an den Städtischen Bühnen arbeitete. Die Familie wohnte anfangs in der Dieterrichsstraße 11 im hannoverschen Stadtteil Mitte, von 1921 bis 1923 dann im Parterre der damaligen Podbielskistraße 335 (heute: Hausnummer 53) in der List.
1923 wurde er Generalmusikdirektor am Nationaltheater Mannheim und erster Kapellmeister der Stadt Mannheim. 1928 ging er nach Berlin, wo er Gastdirigent an der Staatsoper Unter den Linden und der Berliner Philharmonie war.
Nach der Machtergreifung der Nationalsozialisten emigrierte er 1933 nach Pasadena. Dort leitete er unter anderem die Civic Orchestra Association und über zwanzig Jahre lang die Music Academy Santa Barbara. Außerdem lehrte er an der University of Southern California und war in der ganzen Welt als Gastdirigent an wichtigen Opernhäusern und Orchestern tätig.